# Pro bono
Pro bono of voluit pro bono publico is een uitdrukking uit het Latijn die in het Nederlands voor de publieke zaak betekent. Het is een uit het Engels overgenomen term; in het Nederlands is "pro Deo" de gebruikelijke term. De term wordt vaak gebruikt voor werk door professionelen dat vrijwillig en onbetaald wordt uitgevoerd ten dienste van de maatschappij. Ze doen dit dan om mensen te helpen die voor hun diensten anders niet kunnen betalen.
Pro bono-werk is vooral bekend vanuit de advocatuur. Vooral in het Verenigd Koninkrijk en de Verenigde Staten worden advocatenkantoren door hun beroepsorganisaties aangespoord om een aantal uren per jaar aan pro-bonowerk te besteden. In Europa is dat veel minder het geval. Hier wordt gratis rechtsbijstand aan mensen die geen advocaat kunnen betalen verzekerd door de overheid. In Nederland en België heet dit dan pro Deo.
Tegenwoordig komt pro-bonowerk hier ook meer en meer voor. Ook buiten de advocatuur, bijvoorbeeld bij marketing- en adviesbureaus, is pro bono-werken in opmars door bijvoorbeeld gratis diensten te verlenen aan ontwikkelingshulp- of liefdadigheidsprojecten.